# Thuốc ngủ

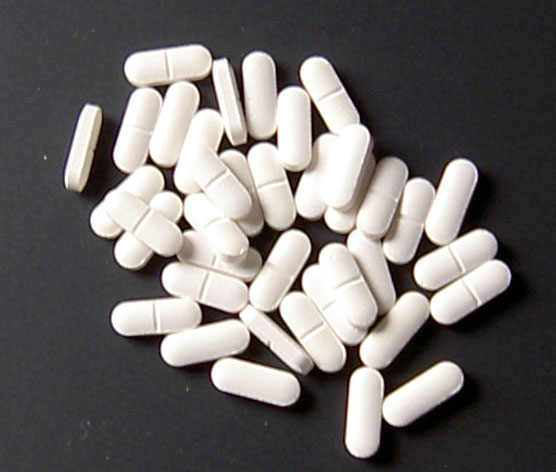
Zolpidem Tartrate, một loại thuốc ngủ phổ biến được dùng để điều trị chứng mất ngủ nghiêm trọng.

Thuốc ngủ là một loại thuốc thần kinh có chức năng chính là gây ngủ  và được sử dụng trong điều trị chứng mất ngủ (mất ngủ) hoặc gây mê phẫu thuật.
Nhóm này có liên quan đến thuốc an thần. Trong khi thuật ngữ thuốc an thần mô tả các loại thuốc phục vụ để làm dịu hoặc giảm bớt lo lắng, thì thuật ngữ thôi miên thường mô tả các loại thuốc có mục đích chính là bắt đầu, duy trì hoặc kéo dài giấc ngủ. Bởi vì hai chức năng này thường xuyên trùng lặp và bởi vì các loại thuốc trong nhóm này thường tạo ra các tác dụng phụ thuộc vào liều (từ giải phẫu đến mất ý thức) nên chúng thường được gọi chung là thuốc an thần - thuốc ngủ.
Thuốc ngủ thường được kê đơn cho chứng mất ngủ và các rối loạn giấc ngủ khác, với hơn 95% bệnh nhân mất ngủ được kê đơn thuốc ngủ ở một số quốc gia. Nhiều loại thuốc thôi miên hình thành thói quen và do nhiều yếu tố gây rối loạn giấc ngủ của con người, bác sĩ có thể đề nghị thay đổi môi trường trước và trong khi ngủ, vệ sinh giấc ngủ tốt hơn, tránh dùng caffeine hoặc các chất kích thích khác hoặc hành vi các biện pháp can thiệp như liệu pháp hành vi nhận thức đối với chứng mất ngủ (CBT-I) trước khi kê đơn thuốc cho giấc ngủ. Khi được kê đơn, thuốc ngủ nên được sử dụng trong thời gian ngắn nhất cần thiết.
Trong số những người bị rối loạn giấc ngủ, 13,7% đang dùng hoặc kê đơn các loại thuốc không phải là thuốc gây dị ứng, trong khi 10,8% đang dùng thuốc benzodiazepin, tính đến năm 2010  Các nhóm thuốc ban đầu, như barbiturat, đã hết sử dụng trong hầu hết các thực hành nhưng vẫn được kê đơn cho một số bệnh nhân. Ở trẻ em, việc kê đơn thuốc ngủ vẫn chưa được chấp nhận trừ khi được sử dụng để điều trị chứng sợ hãi ban đêm hoặc mộng du. Người cao tuổi nhạy cảm hơn với các tác dụng phụ tiềm ẩn của mệt mỏi ban ngày và suy giảm nhận thức, và một phân tích tổng hợp cho thấy các rủi ro nói chung lớn hơn bất kỳ lợi ích cận biên nào của thôi miên ở người cao tuổi. Một đánh giá các tài liệu liên quan đến thuốc ngủ và thuốc Z của benzodiazepine đã kết luận rằng những thuốc này có thể có tác dụng phụ, chẳng hạn như gây phụ thuộc và tai nạn, và điều trị tối ưu sử dụng liều thấp nhất có hiệu quả trong khoảng thời gian điều trị ngắn nhất, với việc ngừng dần để cải thiện sức khỏe mà không làm xấu đi giấc ngủ.
Nằm ngoài các loại nói trên, melatonin hormone thần kinh có chức năng gây ngủ.

## Lịch sử

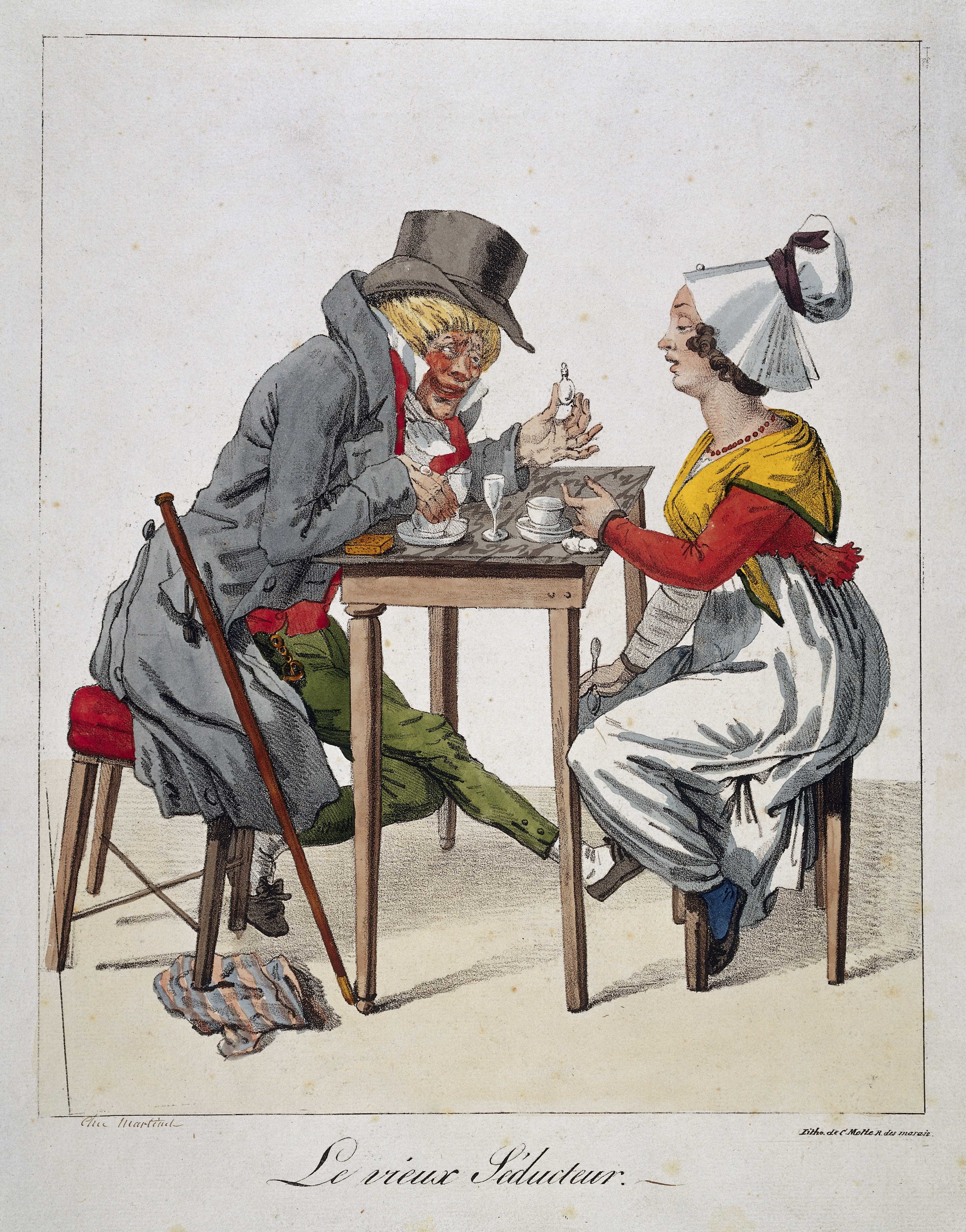
Le Vieux Séducteur của Charles Motte.
Một ông già đồi bại cố gắng quyến rũ một người phụ nữ bằng cách thúc giục cô ấy uống một hớp thuốc ngủ trong cốc của cô

Hypnotica là một nhóm thuốc làm buồn ngủ và các chất thử nghiệm trong y học của những năm 1890 và sau đó, bao gồm: Urethan, Acetal, Methylal, Sulfonal, paraldehyde, Amylenhydrate, Hypnon, Chloralurethan và Ohloralamid hoặc Chloralimid.
Nghiên cứu về việc sử dụng thuốc để điều trị chứng mất ngủ phát triển trong suốt nửa cuối thế kỷ 20. Điều trị chứng mất ngủ trong tâm thần học bắt đầu từ năm 1869 khi chloral hydrate lần đầu tiên được sử dụng như một phương pháp trị liệu. Barbiturat nổi lên như là nhóm thuốc đầu tiên xuất hiện vào đầu những năm 1900, sau đó thay thế hóa học cho phép các hợp chất dẫn xuất. Mặc dù là nhóm thuốc tốt nhất vào thời điểm đó (ít độc hơn và ít tác dụng phụ hơn) nhưng chúng rất nguy hiểm khi dùng quá liều và có xu hướng gây ra sự lệ thuộc về thể chất và tâm lý.
Trong những năm 1970, quinazolinones  và các loại thuốc benzodiazepin đã được giới thiệu như là lựa chọn thay thế an toàn hơn để thay thế barbiturat; vào cuối những năm 1970, các loại thuốc benzodiazepin nổi lên như một loại thuốc an toàn hơn.
Benzodiazepine không phải không có nhược điểm; sự phụ thuộc chất là có thể, và đôi khi tử vong do quá liều, đặc biệt là kết hợp với rượu và/hoặc các thuốc trầm cảm khác. Các câu hỏi đã được đặt ra là liệu chúng có làm ảnh hưởng đến kiến trúc giấc ngủ hay không.
Nonbenzodiazepines là sự phát triển gần đây nhất (hiện tại thập niên 1990). Mặc dù rõ ràng là chúng ít độc hơn so với người tiền nhiệm của chúng, nhưng barbiturat, hiệu quả so sánh so với các thuốc benzodiazepin chưa được thiết lập. Nếu không có nghiên cứu theo chiều dọc, thật khó để xác định; tuy nhiên một số bác sĩ tâm thần khuyên dùng các loại thuốc này, trích dẫn nghiên cứu cho thấy chúng có tác dụng tương đương với ít khả năng lạm dụng.
Các biện pháp khắc phục giấc ngủ khác có thể được coi là "thuốc ngủ an thần" tồn tại; bác sĩ tâm thần đôi khi sẽ kê toa thuốc ngoài nhãn nếu chúng có tác dụng an thần. Ví dụ về các bao gồm mirtazapine (thuốc chống trầm cảm), clonidine (thường quy định để điều chỉnh huyết áp), quetiapine (một chống loạn thần), và over-the-counter trợ giúp giấc ngủ diphenhydramine (Benadryl   - một loại thuốc kháng histamine). Các biện pháp khắc phục giấc ngủ ngoài nhãn đặc biệt hữu ích khi điều trị đầu tay không thành công hoặc được coi là không an toàn (ví dụ, ở những bệnh nhân có tiền sử lạm dụng chất).

## Phân loại

### Barbiturate
Barbiturate là thuốc đóng vai trò ức chế hệ thần kinh trung ương, và do đó có thể tạo ra phổ tác dụng rộng, từ an thần nhẹ đến gây mê toàn thân. Chúng cũng có hiệu quả như giải lo âu, thôi miên và tác dụng chống co giật; tuy nhiên, những tác dụng này hơi yếu, ngăn không cho dùng barbiturat trong phẫu thuật trong trường hợp không có thuốc giảm đau khác. Họ có trách nhiệm phụ thuộc, cả về thể chất và tâm lý. Các barbiturat hiện nay phần lớn đã được thay thế bằng các thuốc benzodiazepin trong thực hành y tế thông thường   - ví dụ, trong điều trị lo âu và mất ngủ   - chủ yếu là do các thuốc nhóm benzodiazepin ít nguy hiểm hơn đáng kể khi dùng quá liều. Tuy nhiên, barbiturat vẫn được sử dụng trong gây mê toàn thân, điều trị động kinh và hỗ trợ tự tử. Barbiturat là dẫn xuất của axit barbituric.
Cơ chế hoạt động chính của barbiturat được cho là điều chế allosteric tích cực của thụ thể GABA A. 
Ví dụ bao gồm amobarbital, pentobarbital, phenobarbital, secobarbital và natri thiopental

### Quinazolinone
Quinazolinone cũng là một nhóm thuốc có chức năng gây ngủ / thuốc an thần có chứa lõi 4-quinazolinone. Việc sử dụng chúng cũng đã được đề xuất trong điều trị ung thư.
Ví dụ về quinazolinones bao gồm cloroqualone, diproqueller, etaqueller (Aolan, Athinazone, Ethinazone), mebroqueller, mecloqueller (Nubarene, Casfen) và methaqueller (Quaalude).

### Benzodiazepines
Benzodiazepine có thể hữu ích trong điều trị mất ngủ ngắn hạn. Việc sử dụng của họ sau 2 đến 4 tuần không được khuyến khích do nguy cơ phụ thuộc. Nên dùng xen kẽ các thuốc benzodiazepine và với liều thấp nhất có hiệu quả. Họ cải thiện các vấn đề liên quan đến giấc ngủ bằng cách rút ngắn thời gian trên giường trước khi chìm vào giấc ngủ, kéo dài thời gian ngủ và nói chung là làm giảm sự tỉnh táo. Giống như rượu, thuốc benzodiazepin thường được sử dụng để điều trị chứng mất ngủ trong thời gian ngắn (cả theo quy định và tự dùng thuốc), nhưng về lâu dài sẽ khiến giấc ngủ trở nên tồi tệ hơn. Trong khi các thuốc benzodiazepin có thể khiến con người ngủ (tức là ức chế giấc ngủ NREM giai đoạn 1 và 2), trong khi ngủ, thuốc phá vỡ cấu trúc giấc ngủ: giảm thời gian ngủ, trì hoãn thời gian ngủ REM và giảm giấc ngủ sóng chậm sâu (phần phục hồi nhất của giấc ngủ cho cả năng lượng và tâm trạng).
Những hạn chế khác của thuốc ngủ, bao gồm cả thuốc benzodiazepin, có thể chịu được tác dụng của chúng, mất ngủ hồi phục và giảm giấc ngủ sóng chậm và thời gian cai nghiện được đánh dấu bằng chứng mất ngủ hồi phục và thời gian lo lắng và kích động kéo dài. Danh sách các thuốc benzodiazepin được phê duyệt để điều trị chứng mất ngủ khá giống nhau ở hầu hết các quốc gia, nhưng các loại thuốc benzodiazepine được chỉ định chính thức là thuốc thôi miên hàng đầu được kê toa để điều trị chứng mất ngủ có thể khác nhau giữa các quốc gia. Các loại thuốc benzodiazepin tác dụng dài hơn như nitrazepam và diazepam có tác dụng tồn tại có thể tồn tại vào ngày hôm sau và nói chung, không được khuyến cáo.
Vẫn chưa rõ liệu thuốc thôi miên nonbenzodiazepine mới (thuốc Z) có tốt hơn so với các thuốc benzodiazepin tác dụng ngắn hay không. Hiệu quả của hai nhóm thuốc này là tương tự nhau. Theo Cơ quan Nghiên cứu Y tế và Chất lượng Hoa Kỳ, so sánh gián tiếp chỉ ra rằng tác dụng phụ của các thuốc nhóm benzodiazepine có thể xảy ra thường xuyên gấp đôi so với các thuốc không chứa cycododepepin. Một số chuyên gia khuyên bạn nên sử dụng nonbenzodiazepin như một phương pháp điều trị lâu dài đầu tiên của chứng mất ngủ. Tuy nhiên, Viện Sức khỏe và Xuất sắc Lâm sàng Quốc gia Anh (NICE) đã không tìm thấy bất kỳ bằng chứng thuyết phục nào có lợi cho thuốc Z. Một đánh giá của NICE đã chỉ ra rằng các thuốc Z tác dụng ngắn được so sánh không phù hợp trong các thử nghiệm lâm sàng với các thuốc benzodiazepin tác dụng dài. Chưa có thử nghiệm nào so sánh các thuốc Z tác dụng ngắn với các liều thuốc benzodiazepin tác dụng ngắn. Dựa trên điều này, NICE khuyên bạn nên chọn thôi miên dựa trên chi phí và sở thích của bệnh nhân.
Người lớn tuổi không nên sử dụng các thuốc benzodiazepin để điều trị chứng mất ngủ trừ khi các phương pháp điều trị khác không có hiệu quả. Khi sử dụng thuốc benzodiazepin, bệnh nhân, người chăm sóc và bác sĩ của họ nên thảo luận về nguy cơ gây hại, bao gồm bằng chứng cho thấy tỷ lệ va chạm giao thông cao gấp đôi ở bệnh nhân lái xe cũng như ngã và gãy xương hông đối với tất cả bệnh nhân lớn tuổi.
Cơ chế hoạt động của chúng chủ yếu ở các thụ thể GABA A. 

### Nonbenzodiazepine
Nonbenzodiazepin là một nhóm thuốc thần kinh rất "giống như benzodiazepine" về bản chất. Dược động học nonbenzodiazepine gần như hoàn toàn giống như thuốc benzodiazepine và do đó đòi hỏi lợi ích tương tự, tác dụng phụ và rủi ro. Tuy nhiên, các loại thuốc nonbenzodiazepin có cấu trúc hóa học không giống nhau hoặc hoàn toàn khác nhau, và do đó không liên quan đến các loại thuốc benzodiazepin ở cấp độ phân tử.
Ví dụ bao gồm zopiclone (Imovane, Zimovane), eszopiclone (Lunesta), zaleplon (Sonata) và zolpidem (Ambien, Stilnox, Stilnoct).
Nghiên cứu về nonbenzodiazepines là mới và mâu thuẫn. Một đánh giá của một nhóm các nhà nghiên cứu cho thấy việc sử dụng các loại thuốc này cho những người khó ngủ nhưng không ngủ được,  vì suy giảm vào ngày hôm sau là tối thiểu. Nhóm nghiên cứu lưu ý rằng sự an toàn của những loại thuốc này đã được thiết lập, nhưng kêu gọi nghiên cứu thêm về hiệu quả lâu dài của chúng trong điều trị chứng mất ngủ. Các bằng chứng khác cho thấy rằng sự dung nạp với nonbenzodiazepin có thể phát triển chậm hơn so với các thuốc nhóm benzodiazepin. Một nhóm khác đã hoài nghi hơn, tìm thấy rất ít lợi ích so với các thuốc benzodiazepin.

### Khác

#### Melatonin
Melatonin, hormone sản xuất bởi tuyến tùng trong não và tiết ra trong ánh sáng lờ mờ và bóng tối, giữa các chức năng khác của nó, thúc đẩy giấc ngủ trong ban ngày cho động vật có vú.

#### Thuốc kháng histamine
Trong sử dụng phổ biến, thuật ngữ kháng histamine chỉ đề cập đến các hợp chất ức chế hoạt động tại thụ thể H 1 (chứ không phải H 2, v.v.).
Trên lâm sàng, thuốc đối kháng H 1 được sử dụng để điều trị một số dị ứng. Thuốc an thần là một tác dụng phụ phổ biến, và một số thuốc đối kháng H 1, chẳng hạn như diphenhydramine (Benadryl) và doxylamine, cũng được sử dụng để điều trị chứng mất ngủ.
Thuốc kháng histamine thế hệ thứ hai vượt qua hàng rào máu não ở mức độ thấp hơn nhiều so với loại thứ nhất.   Điều này dẫn đến việc chúng chủ yếu ảnh hưởng đến các thụ thể histamine ngoại biên, và do đó có tác dụng an thần thấp hơn nhiều. Liều cao vẫn có thể gây ra hiệu ứng hệ thống thần kinh trung ương của buồn ngủ.

#### Thuốc chống trầm cảm
Một số thuốc chống trầm cảm có tác dụng an thần.

## Rủi ro
Nên tránh sử dụng thuốc an thần ở người lớn tuổi. Những loại thuốc này có liên quan đến kết quả sức khỏe kém hơn, bao gồm suy giảm nhận thức.
Do đó, nên tránh dùng thuốc an thần và thuốc ngủ ở những người mắc chứng mất trí nhớ theo các hướng dẫn lâm sàng được gọi là Công cụ phù hợp với thuốc trong điều kiện sức khỏe Comorid ở bệnh mất trí nhớ (MATCH-D). Việc sử dụng các loại thuốc này có thể làm cản trở chức năng nhận thức của những người mắc chứng mất trí, những người cũng nhạy cảm hơn với tác dụng phụ của thuốc.